# Rowing-Club Paris
Le Rowing-Club Paris - Société des régates parisiennes - est le troisième club d'aviron créé en France, et le premier de la région parisienne. Sa création, en 1853, a suivi les créations de la Société des régates du Havre (1838) et du Club nautique et athlétique de Rouen (1847). 

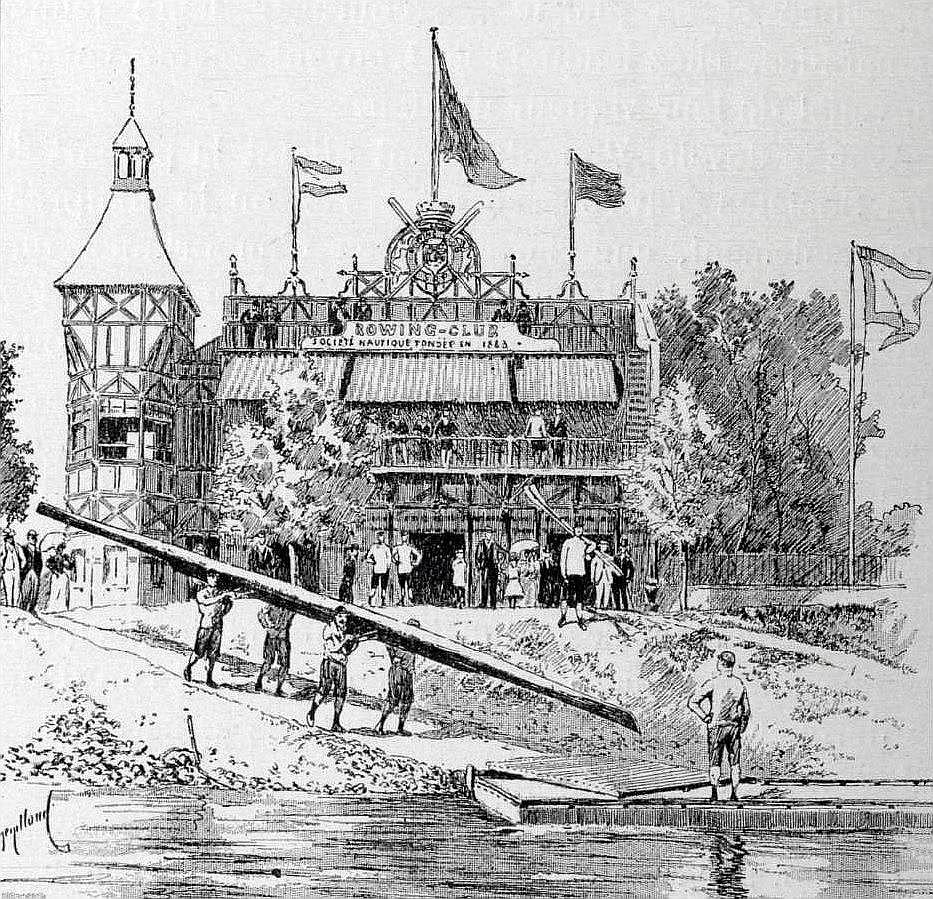
Le garage du Rowing-Club de Paris, vers 1895.

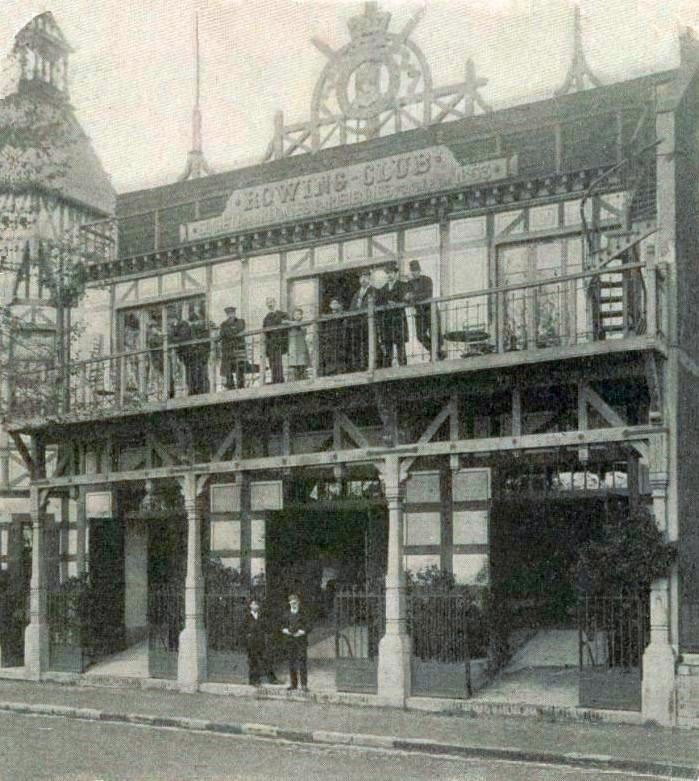
Le garage du Rowing-Club de Paris, à Courbevoie en 1903.

## Histoire du Rowing-Club - Société des Régates parisiennes

### De 1853 à 1865: naissance du Rowing-Club
L'origine et l'histoire du Rowing-Club se confondent avec celles de l'aviron en France. À Paris, en effet, les premières régates se déroulent dès 1834; c'était alors époque des fameux « six » du prince de Joinville. Ces régates opposent des équipages indépendants, souvent issus de la haute société française. Aux alentours de 1850, deux équipage imposent leur suprématie : l'« Éva » et la « Véléda » ; ceux-ci donnent naissance, en 1853, à la Société des Régates Parisiennes, une société qui a pour but l'organisation de régates et de fêtes nautiques. Celle-ci crée, dès sa première année d'existence les championnats de la Seine. Cette régate reste la plus ancienne compétition de France encore organisée. Parallèlement, sous la présidence du duc d'Abuféra, se constitue une autre association: le « Paris Rowing-Club », qui s'installe sur les bords de Seine, à Courbevoie.

### De 1865 à 1875: la période dorée
En 1865, le « Paris Rowing-Club » et la « Société des Régates Parisiennes » fusionnent. Les objectifs de la Société des Régates parisiennes deviennent, du fait de la légitimité accrue par les excellents résultats du Rowing-Club Paris, beaucoup plus ambitieux. La S.R.P. tente en effet d'unifier la pratique du canotage en France, en parrainant la création de sociétés en province, et en réglementant les régates; c'est de cette époque que datent les classifications des embarcations selon leur largeur et leur construction. Les présidents Môre et Chatauvillard en furent les principaux acteurs de cette période.

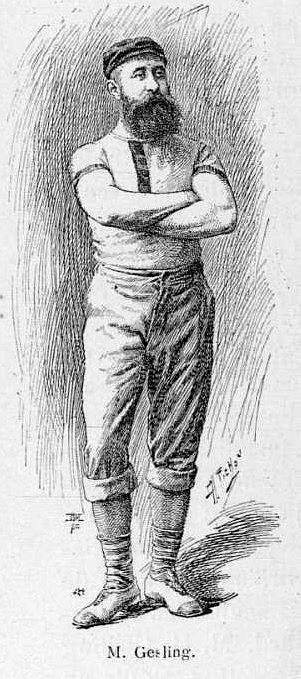
Reginald Gesling vers 1870 (Champion de la Seine en 1868 et 1869, puis de 1871 à 1874, en skiff).

Sous l'impulsion du premier capitaine d'entraînement de son histoire, le vicomte de Chatauvillard, le Rowing commence sa glorieuse carrière sportive avec la fameuse yole baptisée « Duc de Framboisie », invaincue en France pendant quatre saisons. Durant les années qui suivent, les Bleu et Rouge continuent de s'imposer en France. Aux régates internationales de l'Exposition universelle de 1867, organisées par le Rowing, les équipages de ce dernier remportent la plupart des épreuves. Réginald Gesling remporte ensuite de grands succès en skiff, suivi en 1869 par le quatre « Miss Aurore », qui remporte dans l'année 139 premiers prix.
Cette période faste est interrompue de la manière la plus tragique qui soit. C'est en effet une année noire pour Paris et la France en général avec la guerre de 1870. Mais c'est en 1875 que le Rowing-Club Paris connaît une crise dont les répercussions se font encore sentir de nos jours.

### De 1875 à 1890: L'essor de l'aviron à Paris

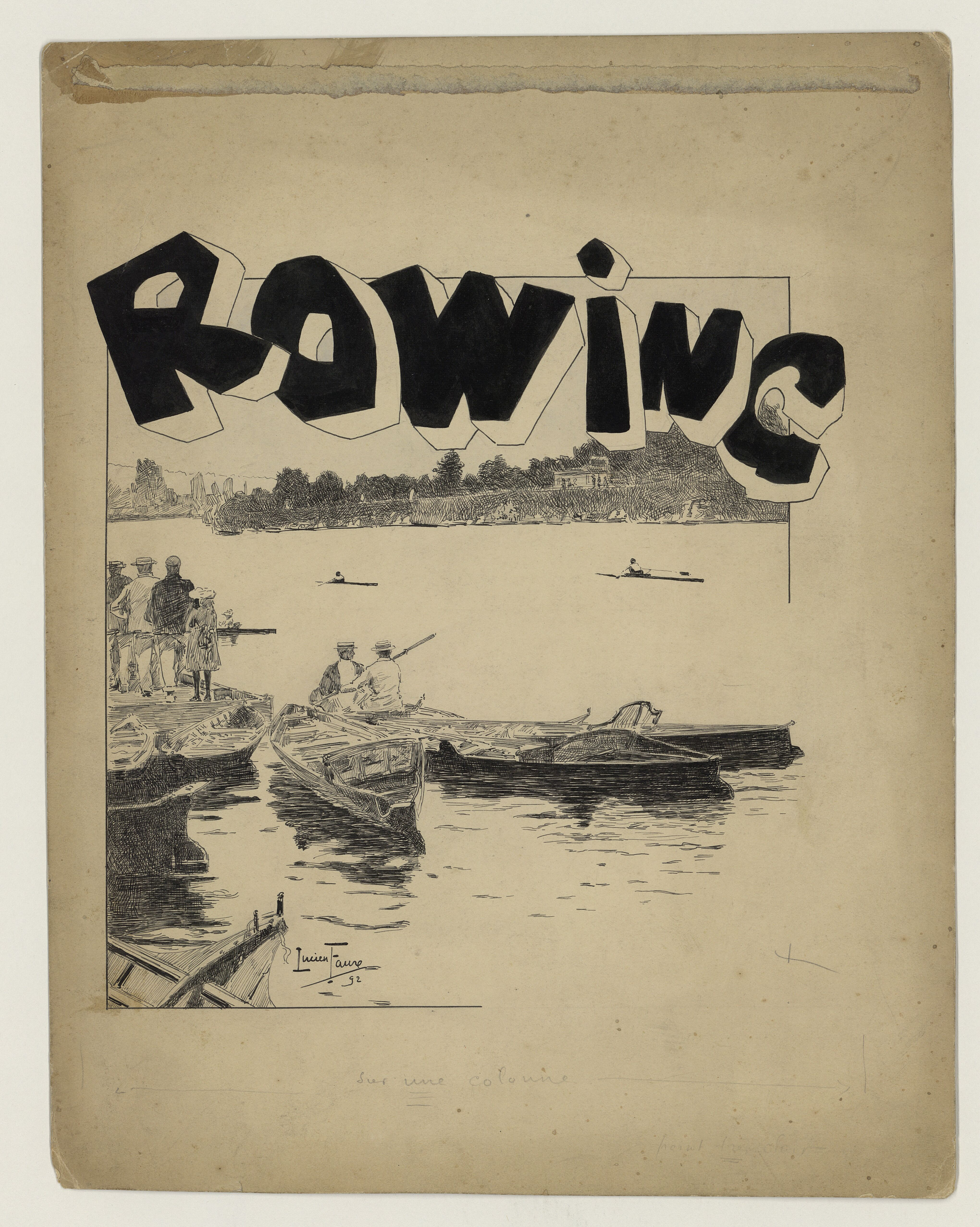
Illustration (1892) par Louis Lucien Faure-Dujarric.

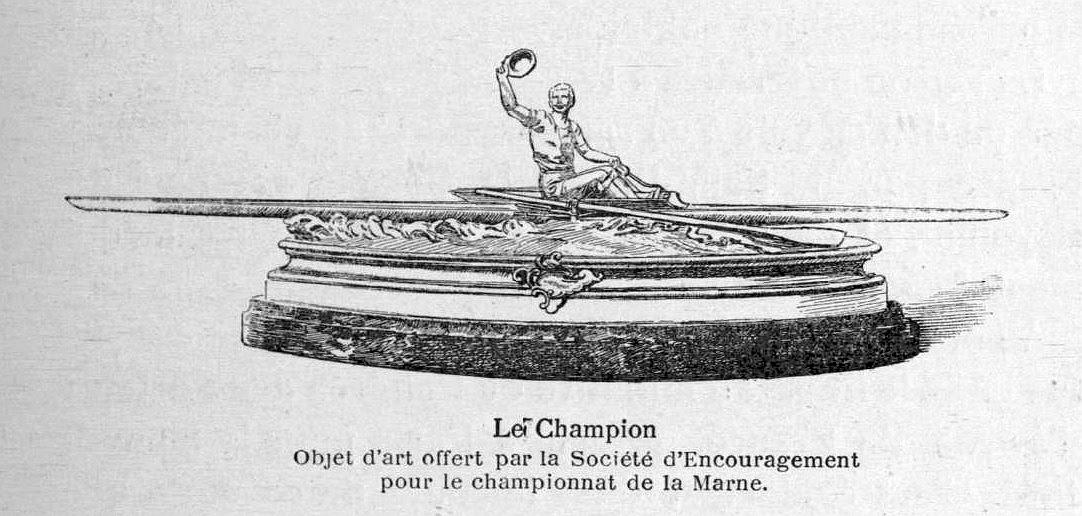
Trophée du championnat d'aviron de la Marne, au XIXe siècle.

Reginald Gesling, en 1875, remet en jeu son titre des championnats de la Seine en skiff, dont il est sextuple détenteur depuis 1868. Pour une raison qui demeure inconnue, le départ de la course lui est refusé, et il s'en va furieux avec quelques-uns de ses amis, créer le « Cercle Nautique de France ». S'ensuivent les éclosions des plus grandes sociétés nautiques parisiennes, avec en 1876 la « Société Nautique de la Marne », en 1879 la « Société d'Encouragement du Sport Nautique », et enfin de la « Société Nautique de la Basse-Seine ». Le Rowing-Club avait déjà vu son influence sur le canotage français faiblir, puisqu'en 1876, il avait signé avec le Cercle Nautique de France et la Société Nautique de la Marne un accord afin d'éviter toute rivalité. Cet accord réservait à la S.N.M. l'organisation des régates de la Marne et de la Haute Seine, au C.N.F. l'organisation de la course annuelle du championnat, et au Rowing-Club S.R.P. l'organisation des régates de la Basse Seine et de l'Oise. Quant aux régates à l'intérieur de Paris, elles ne pouvaient être organisées qu'avec l'accord des trois parties.
En 1879, M.Vieira prend la présidence du Rowing-Club, et restera comme l'un des plus grands Présidents. C'est sous sa présidence qu'est lancé le premier match « match Rowing-Marne », qui nouera entre les deux sociétés de solides liens d'amitié (premier vainqueur le Rowing-Club Paris, en 1880, quatre rameurs avec barreur). En 1891, le Rowing-Club se dote d'un magnifique club-house, et grâce au capitaine d'entraînement A.Vichy, remporte le plus grand nombre de premiers prix des sociétés françaises.

### De 1890 (la naissance d'une fédération) à 1967

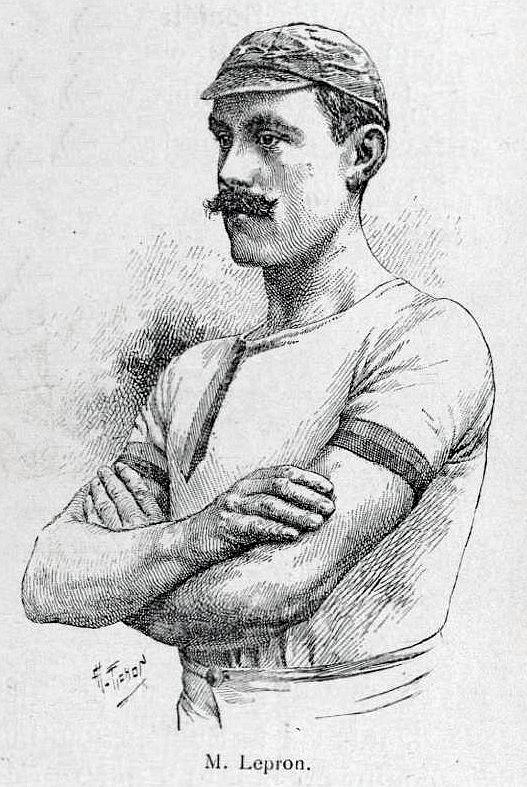
Émile Lepron vers 1895.

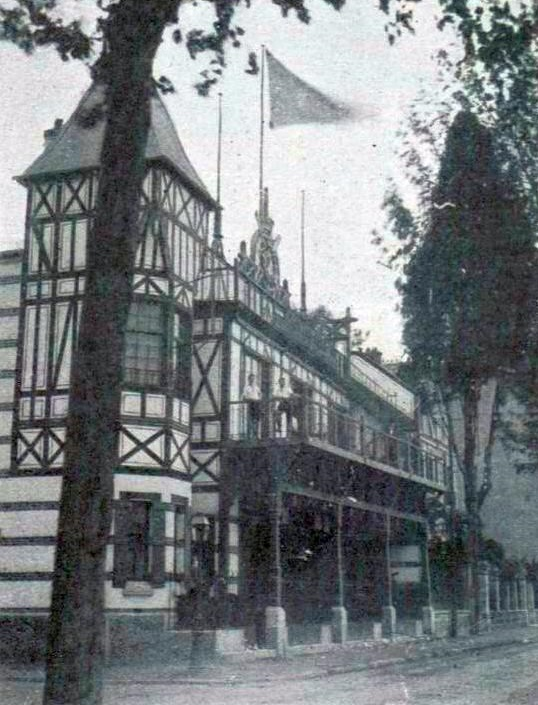
Le pavillon du Rowling-Club de Paris, en 1898.

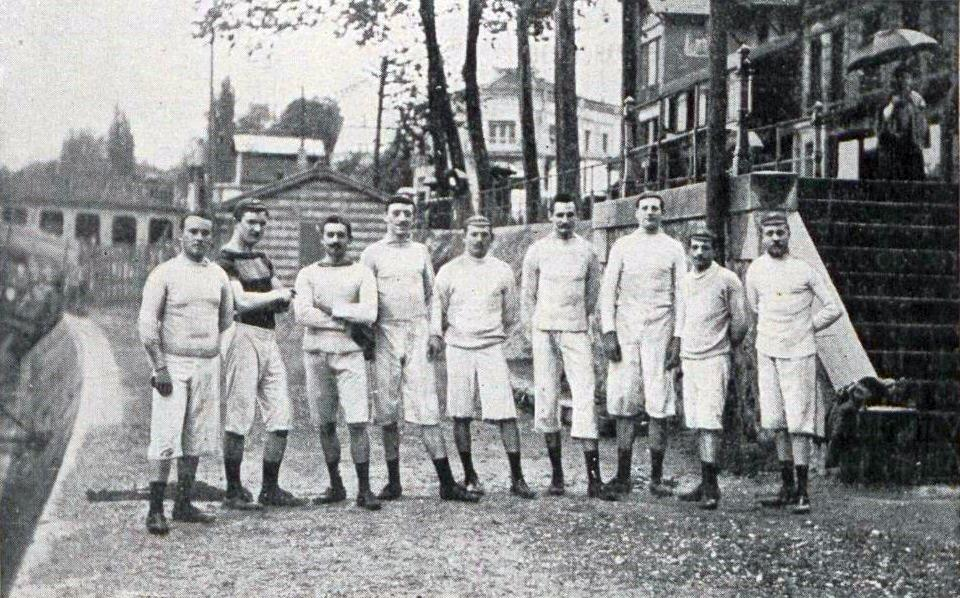
L'équipe française du Rowing-Club Paris en 1899, en préparation pour les Jeux Olympiques (mai).

Un an plus tôt, en 1890, voyait le jour la Fédération française des sociétés d'aviron, suivie de peu par la Fédération internationale des sociétés d'aviron (FISA), fondée en 1892 par la France, la Belgique, l'Italie et la Suisse. Cette dernière organise en 1894 les premiers Championnats d'Europe, dont une mixte Rowing-Marne remporte le titre en huit. Le même bateau renouvellera l'exploit l'année suivante. En 1901, le double-scull « d'Heilly-Routtemy », fort de soixante premiers prix, remporte le titre européen. En 1903, « d'Heilly » devient champion d'Europe en skiff. Ce beau succès coïncide avec le cinquantenaire du Rowing-Club, qui donna lieu à d'importantes festivités.
Le fanion Bleu et Rouge continue de briller sur tous les bassins, notamment à « Henley » en 1912, avec une victoire en huit dans la « Marnes Cup », et aux championnats d'Europe en 1913 avec une grande victoire du double scull du Rowing. La guerre de 14-18 vient interrompre cette période faste du club; à la fin de la guerre, le Rowing-Club fera le deuil de 35 de ses rameurs.
La reconquête d'une identité sportive pour le Rowing sera laborieuse. Cependant, l'arrivée à la présidence de Joe Bridge coïncide avec le renouveau sportif du club: l'équipe « Oriol », un des meilleurs huit de l'histoire du Rowing, devient champion de France en 1921, et renoue avec le succès en 1924 et 1925. Lancelot remporte ensuite les Championnats de France en skiff, l'équipe « Ruffier » les Championnats de France en quatre en 1928, performance réitérée en 1929 par l'équipe « Le Cornu ». Le double-scull mixte Jacquet-Giriat obtient le titre de champion de France en 1935, 1936, 1937 et 1939, une médaille de bronze aux Championnats d'Europe de 1935 et court la finale des Jeux olympiques de Berlin en 1936!
La guerre vient à nouveau endeuillir le monde entier; malgré les difficultés, l'aviron réussit tout de même à maintenir une petite activité. Après-guerre, grâce à l'indomptable énergie du Président O. Bouttemy et à la Commission Sportive présidée par A. Burckel, le Rowing-Club se relève vite, et dès 1946, remporte le Championnat de France Inter-clubs en ayant notamment enlevé le titre de championnat de France en double-scull avec Maillet-Albert et en pair-oar avec Vitot-Rivière. Les premiers confirment en 1947, enlevant à nouveau le titre de champion de France. Les seconds se séparent, et Rivière change de partenaire pour Havlick. Le pair-oar Havlick-Rivière rapporte deux titres de Champion de France au Rowing en 1947 et 1949. Non contents de leurs deux titres, ils sont médaillés de bronze aux Championnats d'Europe 1947.
Au rayon des autres champions de France de cette époque, on compte également le double-scull de la mixte Maillet-Guilbert en 1948, puis de la mixte Maillet-Giovannoni en 1951 et 1952, et le Huit du Rowing en 1949 et 1950. En 1951, le Rowing-Club se classe première société de l'Île de France, en grande partie grâce à son Huit (Pitel, Rivière, J. Havlick, Thévenon, Albert, Caron, Grimaud et René Kunz).
Au printemps de 1953, le Rowing-Club fête le centenaire de sa fondation. De grandioses manifestations, placées sous le patronage et en la présence effective du Président de la République, permettent à un public nombreux d'assister en plein Paris à des régates internationales comme on en avait rarement vu au cœur de la capitale. Hélas, le Rowing-Club se trouve, cette même année, endeuillé par la disparition de son président, O. Bouttemy, dont la prestigieuse carrière faisait l'admiration de tous. Les années suivantes sont marquées, sous l'efficace présidence de Jean Valade, par les nombreux succès de nos équipes, dont le huit composé de P. Rich, C. Valade, J. Maillet, J. et M. Havlick, P. Rivière, J. Frérard et J. Dumas.

### De 1967 à nos jours
En 1967, la mairie de Courbevoie annonce au club son expropriation, qui aura lieu en 1970, en raison des impératifs de circulation automobile. Durant cette période, de nouveaux talents éclosent, dont J. Petrovitch et G. Kunz, qui seront sélectionnés en 1970 en équipe de France espoirs. Le club tente de trouver un nouvel endroit où s'implanter, et engage des pourparlers avec la mairie de Saint-Ouen (Seine-Saint-Denis), qui aboutit à la construction d'un club-house flambant neuf au sein du complexe sportif de l'Île-des-Vannes. Ainsi le club doyen, rajeuni, voit s'ouvrir des perspectives de luttes sportives qui devraient lui permettre de se forger un avenir digne de son passé.

## Palmarès du Rowing-Club
1894: 

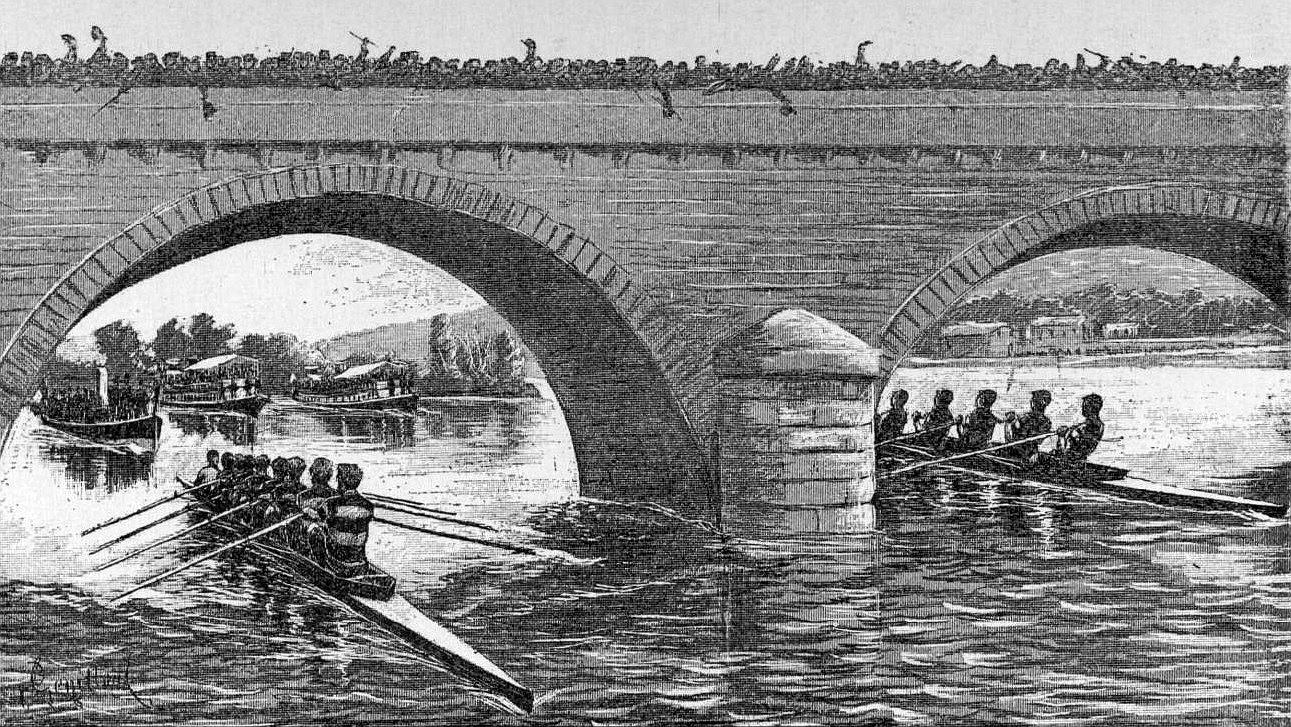
Match à Huit entre le Rowing Club de Paris et la Société nautique de la Marne, vers 1885, ici au Pont de Sèvres (Paris).

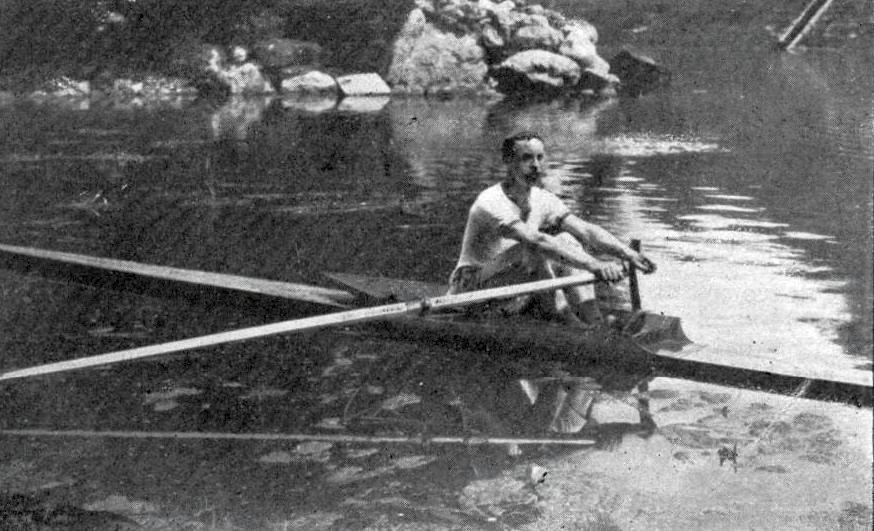
Émile Lepron, champion de France de skiff en 1890, 1892 et 1893, sept fois de la Marne, de 1888 à 1894, et de la Seine en 1889 et 1892, toujours pour le Rowing-Club Paris.

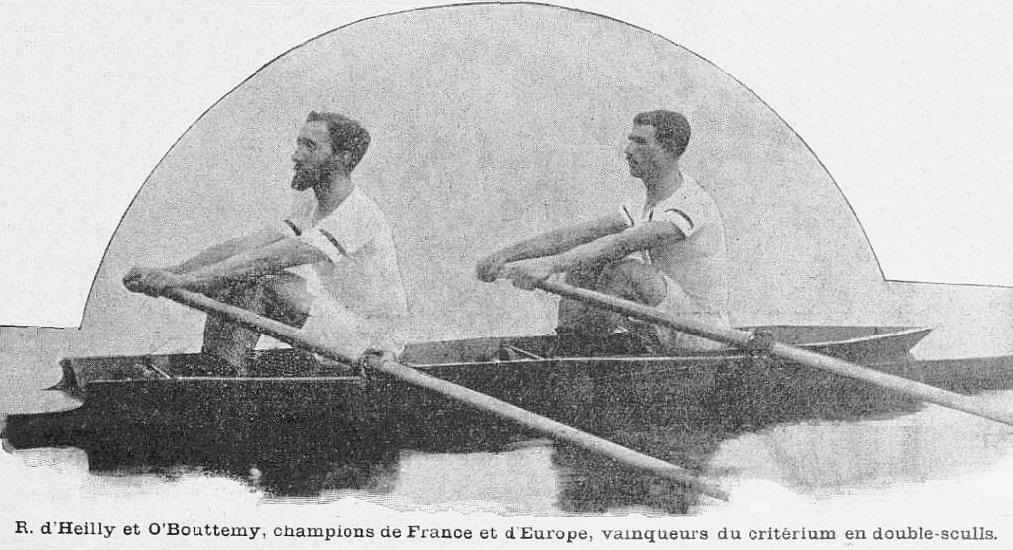
Robert D'Heilly et Octave Bouttemy, Champions de France et d'Europe en 1901 en double-scull, et vainqueurs du Critérium du Championnat de la Seine en octobre 1901 (ci-dessus, pour le Rowing-Club Paris) ; Robert D'Heilly (front) est aussi Champion d'Europe seul en skiff cette-fois en 1903, et aux championnats de la Seine de 1901.

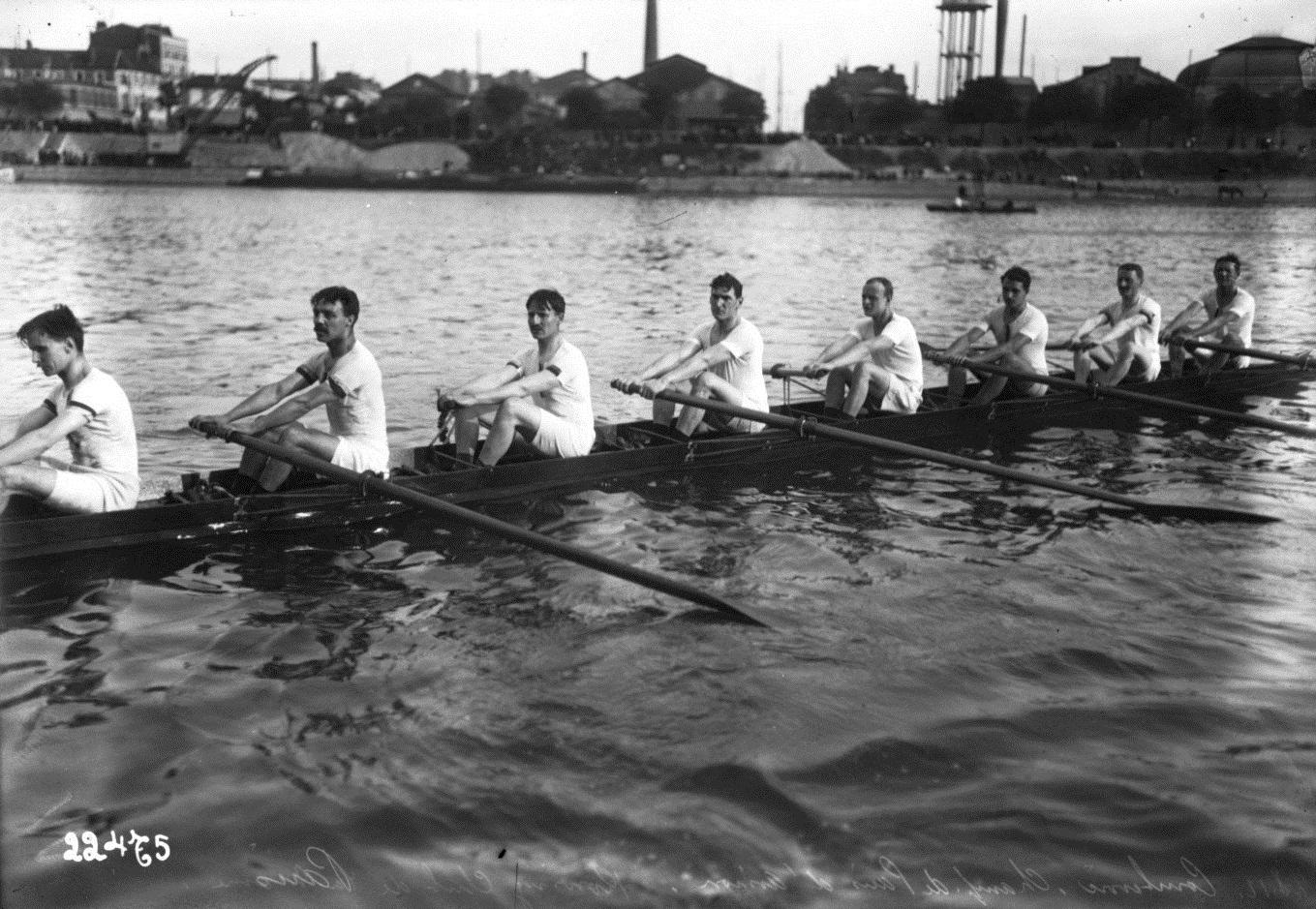
Le Huit du Rowing-Club Paris, lors des championnats de Paris en 1912 (et futur vainqueur de la Marnes Cup, à Henley).

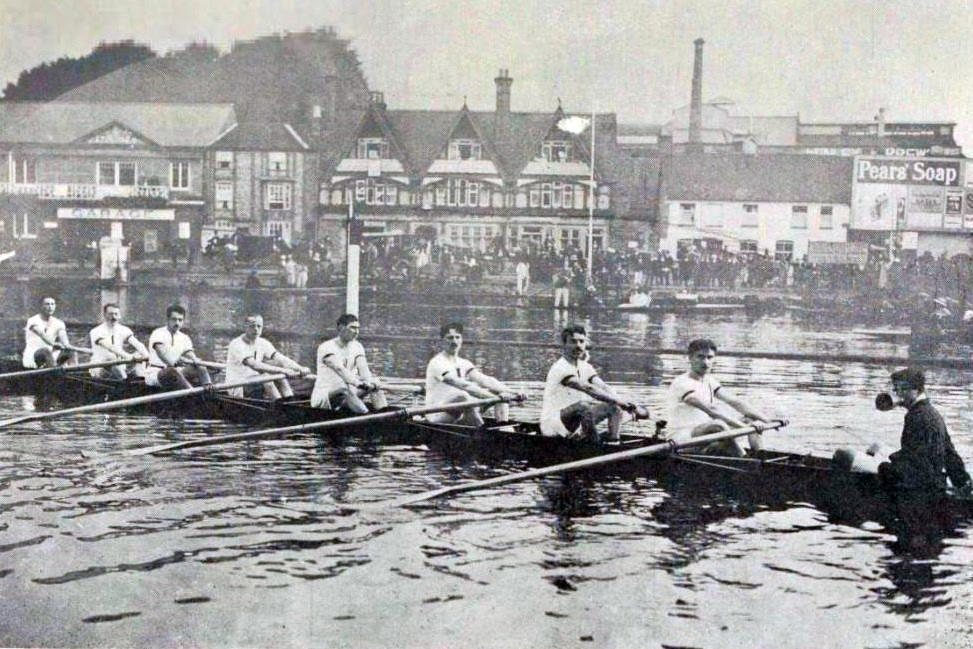
Le même Huit du Rowing Club de Paris, ici vainqueur en 1912 de la Thame's Cup (Marnes Cup) à Heinley.

- Un huit mixte Rowing-Marne champion d'Europe

1901: 
- Robert D'heilly-Octave Routtemy champions d'Europe en double-scull

1903:
- Robert D'heilly champion d'Europe en skiff

1912:
- Le huit du Rowing-Club remporte la Marnes Cup (Henley)

1913 (24 août):
- Un double-sculls du Rowing-Club champion d'Europe (avec Thouvet Barrelet et Anatole Peresselenzeff, le champion de France en skiff de la même année[2])

1921:
- Le huit "Oriol" champion de France

1924:
- Le huit "Oriol" champion de France

1925:
- Le huit "Oriol" champion de France

1928:
- Lancelot champion de France en skiff
- Le quatre de couple "Ruffier" champion de France

1929:
- Le quatre de couple "Le Cornu" champion de France

1935:
- Jacquet et Giriat champions de France en double-scull
- Jacquet et Giriat 3e aux championnats d'Europe en double-scull

1936:
- Jacquet et Giriat champions de France en double-scull
- Jacquet et Giriat finalistes des Jeux olympiques en double-scull (Berlin)

1937:
- Jacquet et Giriat champions de France en double-scull

1939:
- Jacquet et Giriat champions de France en double-scull

1946:
- Maillet et Albert champions de France en double-scull
- Vitot et Rivière champions de France en pair-oar
- Le Rowing-Club champion de France interclubs

1947:
- Maillet et Albert champions de France en double-scull
- Havlick et Rivière champions de France en pair-oar
- Havlick et Rivière 3e aux championnats d'Europe en pair-oar

1948:
- Maillet et Guilbert champions de France en double-scull

1949:
- Havlick et Rivière champions de France en pair-oar